# Gottlob Frick

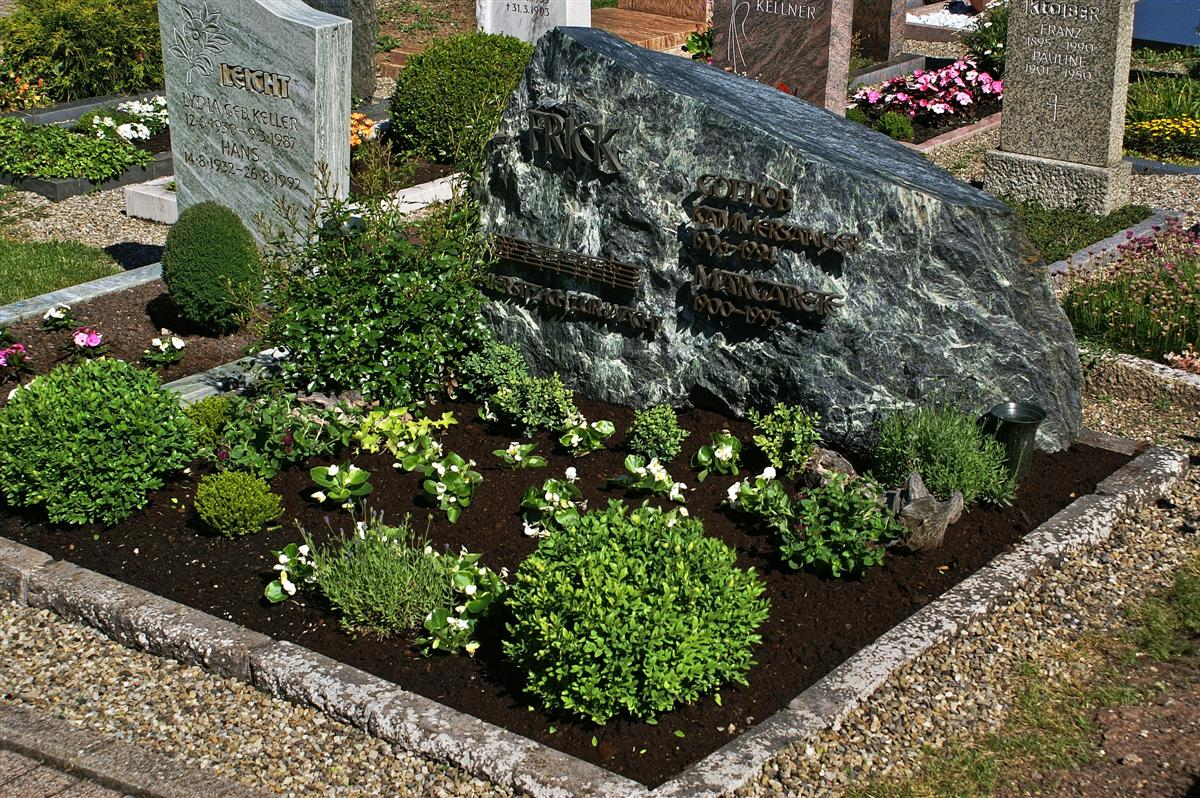
Tombe de Gottlob Frick

Gottlob Frick est une basse allemande (né le 28 juillet 1906 à Ölbronn - mort le 18 août 1994 à Mühlacker), chanteur d'opéra avant tout.

## Biographie
Cadet d'une famille de 13 enfants, sa voix d'une profondeur exceptionnelle est découverte très tôt. La carrière de Gottlob Frick, qui durera jusque vers la fin des années 1970, fut l'une des plus brillantes de toutes les basses du XXe siècle. Se produisant sur toutes les grandes scènes mondiales, de Berlin à New York, en passant par Bayreuth, Vienne, Salzbourg, Paris, Barcelone, Londres, il fait officiellement ses adieux à la scène en 1970, mais continue à enregistrer et faire quelques apparitions occasionnelles, à Vienne, Munich et Stuttgart jusqu'en 1985.        
Gottlob Frick possédait une voix rocailleuse, profonde, flexible et « noire » qui en faisait le « méchant » le plus demandé du répertoire germanique : Hagen dans Le Crépuscule des dieux, Hunding dans La Walkyrie, Kaspar dans Der Freischütz, Osmin dans L'Enlèvement au sérail, mais aussi, en raison de sa capacité à exprimer la bonté et la douceur, les rôles de « gentils » ou « sages » les plus célèbres (Sarastro dans La Flûte enchantée, Gurnemanz dans Parsifal...).
Gottlob Frick a laissé une immense discographie, parmi laquelle on peut citer :
- Fidelio (Wilhelm Furtwängler)
- La Walkyrie (Wilhelm Furtwängler)
- Fidelio  (Otto Klemperer)
- La Flûte enchantée (Otto Klemperer)
- La Walkyrie (Georg Solti)
- Le Crépuscule des dieux (Georg Solti)
- Parsifal (Georg Solti)
- Der Freischütz (Lovro von Matačić)
- Lohengrin (Rudolf Kempe)